# Владимир Цукавац
Владимир Цукавац (Ваљево, 29. мај 1884 — Београд, 7. април 1965) био је српски официр и армијски генерал југословенске војске.
Као српски официр учествовао је у Првом и Другом Балканском рату, те у Првом светском рату. На Солунском фронту тешко је рањен те је хитно упућен у 
Бизерту на лечење.
После рата био је на бројним положајима: као професор на Нижој школи Војне академије предавао је „Тактику”, а потом „Ратне игре”. Био је начелник Штаба команде Краљеве Гарде, војни изасланик у Софији, командант Дравске дивизијске области, помоћник министра Војске и морнарице, начелник Војне академије, те командант 5. Армијске области. Такође, био је уредник часописа Ратник.
У Априлском рату 1941. године био је командант 5. Армије. Након пробоја фронта своје армије у тешком окршају с немачком војском покушао је да на Шпајским положајима (Плоча) образује одбрану и спречи даљи продор Немаца ка Нишу, те да се након тога његова армија повуче на леву обалу Јужне и Велике Мораве и ту успостави стабилан фронт за упорну одбрану. С положаја команданта армије смењен је 10. априла након што су Немци одсекли лево крило његове армије. Немци су га заробили 16. априла, а потом одвели у заробљеништво.
Након рата се вратио у Југославију, али је одбио понуду да настави војну службу.

## Биографија
Рођен је 29. маја 1884. године у Ваљеву, од оца Грујице и мајке Полекције. Отац му је био официр, капетан, а мајка домаћица. Био је питомац 34. класе Ниже, а потом 21. класе Више школе Војне академије.
Године 1920. оженио се Анђелијом Атанацковић - Анђом, кћерком Драгутина Атанацковића, имућног трговца из родног Ваљева. За његову супругу Анђелију савременици тврде да је била права лепотица. Владимир и Анђелија Цукавац имали су сина Бранка и две кћери, Јелку и Даринку.
Други брак склопио је 1964. године, с Косаром Јанковић, родом из Београда.

## Активна служба
Пре рата, од 12. августа 1905. године био је водник у 9. пешадијском пуку у Пожаревцу.

### Први и Други Балкански рат
За време Првог и Другог Балканског рата био је ађутант Дринске дивизије I позива.
Након Другог Балканског рата, 7. октобра 1913. године постао је помоћник класног старешине Војне академије. Потом је 27. децембра 1913. постао командант 3. чете 1. батаљона 7. пешадијског пука у Београду.

### Први светски рат
На дужности команданта 3. чете у 7. пешадијском пуку дочекао почетак Првог светског рата. Као командант чете учествовао у борбама за ослобођење Србије током три аустроугарске офанзиве 1914. године. С остатком војске се током Тројне инвазије на Србију 1915. године повлачио кроз Албанију.
На Солунском фронту, од 1916. године био је командант 3. батаљона 11. пешадијског пука Карађорђа. На том командном положају је из непријатељског снајпера тешко рањен у слепоочницу. Након рањавања хитно је пребачен у Бизерту у Тунис ради лечења и опоравка.
Одликован је орденом Карађорђеве звезде с мачевима IV реда.

### Међуратни период
Након рата, од почетка маја до почетка октобра 1920. године био је помоћник начелника Штаба Шумадијске дивизијске области. Од 15. октобра 1920. године био је на генералштабној припреми коју је завршио. Потом је завршио и генералски течај у Паризу. Од каја новембра 1921. године био је начелник штапа 1. Коњичке дивизије. Потом је постао шеф Наставног одсека Оперативног одељења Главног генералштаба, а од априла 1923. године био је шеф Мобилизацијског одсека истог. Паралелно, од јануара 1922. до децембра 1923. био је професор „Тактике” на Нишој школи Војне Академије. Од новембра 1924. до маја 1925. године предавао је „Ратне игре” на истој. Од 10. новембра 1925. године био је помоћник начелника Штаба 2. Армијске области, да би 27. априла 1926. постао начелник Штаба команде Краљеве Гарде.
Од краја фебруара 1927. године па до средине јула 1929. године био је војни изасланик у Софији у Бугарској.
Дана 26. јула 1929. године постао је помоћник управника Више школе Војне академије. У чин генералштабног бригадног генерала унапређен је 17. децембра 1929. године. У првој деценији након Првог светског рата, Краљевина Југославија имала је проблем са слабим интересом младића за Вишу школу Војне академије. Како би што пре попунила војску старешинама у рангу нижих официра, у првим годинама након рата школовање на Војној академији било је знатно редуковано те су питомци Војну академију завршавали по скраћеном облику (пре рата 4 године за Вишу школу, након рата по две године). Проблем слабог интересовања за Вишу школу Војне академије у првој послератној деценији изнео је у јавност и покушао да објасни управо Владимир Цукавац. По њему, узроци слабог одазива су недовољна упућеност млађих у значај наставка школовања и стручног оспособљавања (након Нише школе на Вишу школу Војне академије како би могли да постану виши официри и даље напредују и усавршавају се у служби) услед послератних материјалних и службених прилика. Цукавац уочава да у пуковима у којима нема официра који су завршили ову школу нема ни оних млађих који би конкурисали. По Цукавцу, током рата су виши официри масовно гинули тако да су проређена места попуњавана нижим официрима. Али након рата није било довољно виших официра да попуне све формације знатно веће југословенске војске. Цукавац уочава да након рата није било овољно старих виших официра који би могли да на млађе оставе адекватан утисак те се овај, млађи, подизао сам од себе.
Стално премештање пукова, држање фронтова чак и након демобилизације и трансформација Штаба Врховне команде у Главни генералштаб (све до 1922) није дало млађим официрима да се посвете себи ис свом усавршавању, већ им је одузимало, не само радно време, већ и слободно. Услед недостатка официра многи официри су били на дуплим функцијама тако да су на послу били читав дан, без слободног времена. Услед, ратом уништене, економије официри који су имали породице и издржавали их нису имали новца да одлазе на скупа путовања до Београда како би се бавили конкурсима за Вишу школу Војне академије. У својим пропитивањима Цукавац показује, тј. оставља могућност читаоцима да виде колико су се жеље млађих официра промениле у односу на предратне жеље официра. Цукавац говори како је тежња за лаким животом коју су наши млади другови после рата гледали на сваком кораку, многе је повукла на пут којим неће задовољити своје амбиције.
Од 16. септембра 1930. године био је начелник Генералштабног одељења Министарства Војске и Морнарице, а од 4. децембра исте године био је вршилац дужности помоћника инспектора Земаљске одбране. Од 23. новембра 1932. године био је вршилац дужности команданта, а потом и командант Дравске дивизијске области. 1. априла 1934. године унапређен је у чин дивизијског генерала. Од 12. фебруара 1935. до 8. марта 1936. године био је помоћник министра Војске и морнарице, армијског генерала Петра Живковића, а од 8. марта 1936. до 3. априла 1936, краткотрајно, помоћник министра Војске и морнарице, армијског генерала Љубомира Марића.
Дана 3. априла 1936. године постао је начелник Војне академије. На овом положају остаће све до 12. септембра 1940. године. У мају 1936. године у Београд ће доћи француски маршал Франше д'Епере. Маршал д'Епере ће између осталог посетити и Војну академију. Дивизијски генерал Владимир Цукавац ће том приликом бити домаћин француском маршалу и водити га кроз Академију и на смотру питомаца Војне академије.
13. септембра 1940. године постављен на положај вршиоца дужности команданта, а потом постао и командант 5. Армијске области с центром у Нишу. 13. новембра исте године изашао је указ по којем је Цукавац прекомандован на положај вршиоца дужности 2. Армијске области, али се по указу није поступило те је Цукавац остао на дотадашњем положају команданта 5. Армијсе области.Дана 1. децембра 1940. године унапређен је у чин армијског генерала.
Поред редовне дужности био је уредник часописа Ратник од 1. децембра 1923. године. Написао је књигу Ратна игра 1925. године.

### Априлски рат
27. марта 1941. године, рано ујутру, око 6 часова, дивизијски генерал Милоје Попадић телефоном је позвао Цукавца, команданта 5. Армијске области, и обавестио га су се у Београду десили крупни догађаји, те да до добијања детаљнијих наређења треба да предузме мере предострожности на територији своје Тимочке дивизијске области. Разлог овоме било је то што су током вечери 25. марта и 26. марта у гадовима Тимочке дивизијске области избиле демонстрације против потписивања пакта са силама Осовине у којима је учествовао један део војника и официра. Око 8 часова ујутру стигла је вест о војном пучу у Београду.
Нови министар Војске и морнарице, армијски генерал Богољуб Илић истог дана издао је наређење Цукавцу да се изврши активирање преосталих делова Тимочке, Топличке и Крајинске дивизије, али да први дан активирања буде 31. март. Међутим, 30. марта, Цукавац добија наређење из Министарства да изврши активирање свих трупа, тј. тајну мобилизацију, али да први дан активирања буде тек 3. април.
5. Армија је по плану „Р-41” имала задатак да брани фронт на бугарској и румунској граници, од села Брњице на северу (источно од Голупца) до села Жеравино на југу (код Криве Паланке), а дужина фронта за који је била одговорна износила је чак 400 km.
- (26) Крајинска дивизија (извршила концентрацију)
- (27) Тимочка дивизија (извршила концентрацију)
- (30) Власински одред (извршио концентрацију)
- (28)  Топличка дивизија (извршила концентрацију)
- (29) Дринска дивизија (извршила концентрацију)
- (31) Калнски одред (извршио концентрацију)
- (24) 2. Коњичка дивизија (није извршила концентрацију на простору 6. Армије- припојена 5. Армији 7. априла)

Састав 5. Армије:
- 5. Армија
  - Топличка дивизија
  - Тимочка дивизија
  - Крајинска дивизија
  - Дринска дивизија (До 4. априла армијска резерва)
  - 2. Коњичка дивизија (Ушла у састав 7. априла)
  - Власински одред
  - Калнски одред
  - 113. тешки моторизовани артиљеријски пук
  - 5. четнички (јуришни) батаљон
  - + Церска дивизија (Ушла у састав 9. априла)

Штаб армије био је у Нишкој Бањи, а јединице су биле концентрисане на следећи начин (посматрано са севера ка југу):
- Крајинска дивизија на простору Неготин – Брза Паланка – Доњи Милановац
- Тимочка дивизија око Књажевца и Зајечара
- Калнски одред око Калне
- Топличка дивизија око Пирота
- Власински одред на правцу Босилеграда и око Власинског блата
- 113 моторизовани тешки артиљеријски пук у рејону Лесковца
- 5. четнички (јуришни) батаљон у Нишу и армијски делови око Ниша
- Дринска дивизија била је армијска резерва, око Свођа и Лесковца.[5]

4. априла Цукавац прима наређење да и Дринску дивизију стави у прву линију, на положај између Топличке дивизије и Власинског одреда. Извршавањем овог наређења, 5. Армија остала је без једине резерве, што ће касније резултирати знатним последицама. Такође, истог дана, министар Војске и морнарице, генерал Илић, Цукавцу наређује да Тимочкој дивизији сузи, а Крајинској дивизији продужи линију фронта за 15 km. Међутим, командант Тимочке дивизије, дивизијски генерал Антоније Стошић (претходно био помоћник команданта 5. Армијске области) је о овоме обавестио команданта Крајинске дивизије, генерала Попадића, тек 6. априла. Тако да су се померања трупа вршила када су борбене акције већ почеле.

#### Борбена дејства
Борбена дејства на фронту 5. Армије почела су 6. априла, на сектору који је заузимала Крајинска дивизија. Немачки напад почео је у 2 часа након поноћи и био је усмерен на Сипски канал. У краткотрајној борби која се развила погинуло је 18 немачких војника, док је на југословенској страни било 30 мртвих и више рањених. Као резултат борбе било је немачко заузеће канала. Током остатка дана на фронту 5. Армије, осим мањих борби на граници, није било већих борбених дејстава. 7. априла увече, услед немачког продора правцем Куманово - Прешево, десни бок 5. Армије био је угрожен те генерал Цукавац наређује команданту Власинког одреда да са својом јединицом затвори правац Прешево - Врање. Истовремено, Врховна команда затражила је од Цукавца извештај да ли 5. Армија може да изврши офанзиву ка Софији или да ли Дринска дивизија може да се извуче из прве линије и упути ка подручју 3. Групе армија. Међутим, Врховна команда од генерала Цукавца није добила никакав одговор. Истог дана, око 8 увече, Врховна команда ставила је 2. Коњичку дивизију на располагање 5. Армији. У том тренутку, 2. Коњичка дивизија била је упућена на фронт 6. Армије како би била армијска резерва. Стога, је Цукавац дивизији наредио да се врати у Ниш.
Главни немачки напад на фронту 5. Армије уследио је 8. априла. У 5:30 ујутру, немачка 1. оклопна група напала је Топличку дивизију под командом дивизијског генерала Владислава Костића која је била у рејону Пирота. Развио се жесток окршај у коме је Топличка дивизија пружала жесток отпор и Немцима нанела осетне губитке. Сама битка је трајала скоро 10 сати. Међутим, услед немачке надмоћности, фронт дивизије је пробијен те су у 14:30 часова Немци ушли у Пирот. Топличка дивизија је након тога отпочела с повлачењем. Када је сазнао за пад Пирота и да су се немачке јединице упутиле ка Нишу, генерал Цукавац је одлучио да повуче десно крило армије као и центар армије на западну обалу Јужне Мораве како би тамо образовао упорну одбрану. О овоме је обавестио и Врховну команду. Међутим, будући да су Немци рано ујутру бомбардовали Ниш и Пирот те покидали везе између штаба 5. Армије и дивизија, Цукавац није могао да успостави везу с потчињеним јединицама тако да није знао право стање на фронту. Стога је пре свог повлачења наредио да се десно крило армије и центар армије (Власински одред, Дринска дивизија, делови Топличке дивизије и 2. Коњичка дивизија) постепено повлаче на леву обалу Јужне Мораве, док је лево крило армије (Калнски одред, Тимочка дивизија и Крајинска дивизија) требало да одступи на положаје западно од Тимока. 
Након пада Пирота, Цукавац је такође желео да образује одбрану на Шпајским положајима (Плоча), те је тамо упутио 2. моторизовани дивизион 2. Коњичке дивизије, 5. четнички батаљон, команданта 61. армијског артиљеријског пука с неким јединицама, 61. армијски пионирски батаљон, те је наредио команданту 113. моторизованог тешког артиљеријског пука да на Шпајске положаје пошаље један дивизион из састава свог пука. Касније је наредио и команданту 2. Коњичке дивизије да са својом дивизијом што пре заузме положај на Плочи и тамо под своју команду прими већ послате јединице и као и одступајуће делове Топличке дивизије. Око 8 часова увече генерал Цукавац је са својим штабом отишао из Нишке Бање за Крушевац, притом губећи везу са својим јединицама.
Рано ујутру, 9. априла, немачка 11. оклопна дивизија је наставила напредовање ка Нишу и предњим деловима стигла до Шпајских положаја. Међутим, на Шпајским положајима одбрану су чинили само мањи делови јединица 5. Армије упућених из Ниша, док је већи део 2. Коњичке дивизије касно стигао из Алексинца те се упутио на леву обалу Јужне Мораве. Неке јединице попут дивизиона из 113. тешког моторизованог артиљеријског пука нису ни успеле да стигну до Плоче како би заузеле положаје за одбрану. Немци су лако успели да пробију одбрану те у 9 часова ујутру заузму Ниш. Слабији делови 2. Коњичке дивизије су код Алексинца образовали Алексиначки одред (велосипедста чета, коњичка артиљеријска батерија, пионирски ескадрон и противтенковска чета) затварајући правац Ниш - Алексинац. Одред је био распоређен у 3 ешалона, а сваки ешалон имао је по неколико ПТ топова с деловима велосипедске чете и коњичке артиљерије. Немци су напали одред и савлађивали један по један ешалон пробијајући се до Алексинца те заузели исти. Заузимањем Алексинца Немци су дошли у позадину Тимочке дивизије и Калнског одреда. Алексиначки одред је успео да се постепено извуче и образује отпор код Делиграда. Ту је пружао отпор Немцима те се после повукао на леву обалу Мораве.
Код Мрамора јединице 2. Коњичке дивизије (1. коњички пук, артиљеријски дивизион без једне батерије и велосипедски батаљон без једне чете), 61. армијски артиљеријски пук, дивизион 113. тешког моторизованог артиљеријског пука, 61. коњички пук, и 31. коњички дивизион из састава 3. Групе армија образовали су Мраморски одред. Одред је захваљујући успешном рушењу моста на Јужној Морави и пружању снажне одбране успео да задржи немачке тенкове током целог дана. Одред се наређењем команданта 2. Коњичке дивизије повукао код Блаца с циљем да затвори правац који води кроз Јанкову клисуру у долину Западне Мораве. Како би избегао опкољавање левог крила армије (Калнски одред, Тимочка дивизија и Крајинска дивизија), Цукавац је наредио да се исто повуче на леву обалу Мораве. Такође, Врховна команда издала је генералу Цукавцу наређење да са левим крилом своје армије изврши офанзиву на немачке јединице које су надирале долином Мораве. У склопу ове наредбе, генерал Цукавац издаје наређење Тимочкој дивизији да изврши напад правцем Соко Бања - Алексинац, а Крајинској дивизији напад правцем Бољевац - Параћин. Услед неповољне ситуације, генерал Цукавац премешта свој Штаб из Крушевца у Врњачку Бању. Како би поправила ситуацију на фронту 5. Армије, Врховна команда издаје наређење генералу Цукавцу да његова армија отпочне с рушењем свих мостова и да нарочито ноћу његове трупе врше контранападе на немачке бокове и тиме спрече продор и стабилизују линију фронта на Јужној и Великој Морави. Као испомоћ 5. Армији, Врховна команда је ојачала Церску дивизију са две ПТ чете и хитно ју је упутила ка Краљеву где ће све трупе које буду ту примити под своју команду, притом затворити правац Крушевац - Краљево и нападати Немце где код стигне.
10. априла немачке тенковске јединице су без борбе заузеле Параћин и Ћуприју, тако дошавши у позадину Крајинске дивизије. За то време, 2. Коњичка дивизија је затворила неколико праваца. Алексиначки одред који се повлачио са леве обале Јужне Мораве ка Крушевцу, враћан је на положај наредбом команданта 5. Армије, генерал Цукавца коју је издао команданту 2. Коњичке дивизије. Одред је додатно ојачан с два коњичка ескадрона из састава 61. коњичког пука и ПТ водом наоружаним топовима Шкода 37 mm. Одред је потом подељен на два дела, један део је затворио правац Сталаћ - Крушевац, а други правац преко Ђуниса. Мраморски одред је код Блаца ојачан деловима Топличке и Дринске дивизије и тако образовао Блацки одред. Одред је потом затворио два правца: Куршумлија - Блаце и Прокупље - Блаце. Генерал Цукавац је потом свој Штаб преместио из Врњачке Бање у Краљево. Командант Церске дивизије је са својим Штабом стигао у Краљево у поподневним часовима и у једном хотелу затекао команданта 5. Армије, армијског генерала Владимира Цукавца и команданта 2. Коњичке дивизије, дивизијског генерала Димитрија Предића. Након што се информисао о стању 5. Армије (фронт је пробијен, трупе у повлачењу, а Ниш заузет), командант Церске дивизије, бригадни генерал Милорад Мајсторовић, одлучује да остави свој Штаб дивизије у Краљеву и заједно са свим расположивим деловима 5. Армија организује одбрану правцем Западне Мораве ка Ужицу, чиме би уједно заштитио делове 3. Групе армија које су биле на Косову. Генерал Мајсторовић потом прикупља све јединице у Краљеву и ставља их под своју комадну. Од једног пешадијског батаљона, једног хаубичког и једног моторизованог дивизиона формира Трстенички одред који упућује у Трстеник са задатком да пране правац Крушевац - Краљево. 
У Лесковцу један батаљон из 62. пешадијског пука и један батаљон из 65. пешадијског пука заједно са 113. тешким моторизованим артиљеријским пуком (без једног дивизиона) формира Лесковачки одред. Слаби делови немачке 11. оклопне дивизије упали су у Лесковац 10. априла, али је овај успео да их одбаци. Услед немачког продора долином Јужне Мораве, лево крило 5. Армије (Калнски одред, Тимочка дивизија и Крајинска дивизија) бива одсечено од остатка армије те генерал Цукавац губи везу с тим јединицама, док се делови Дринске дивизије и Власинског одреда повлаче ка Лебанима и Куршумлији.
Због оваког развоја ситуације на фронту 5. Армије, Врховна команда смењује армијског генерала Владимира Цукавца с положаја команданта 5. Армије и на то место поставља дивизијског генерала Мирослава Томића.
Цукавац ће се заједно с осталим генералима и Врховном командом повлачити ка унутрашњости земље. Немци су га заједно са Штабом Врховне команде заробили 16. априла у Сарајеву. Када је члан друге југословенске делегације, Александар Цицнар-Марковић, кога је нови начелник Штаба Врховне команде, армијски генерал Данило Калафатовић (постављен на тај положај 14. априла) одредио за једног од чланова друге делегације, дошао у Сарајево, тамо је у једној гимназији затекао гомилу официра и генерала. Међу њима били су Цукавац, В. Петковић, Крстић и пуно других. Сви они су били бесни на Душана Симовића и критиковали његов рад и лоше вођење војске током рата. Нарочито је Цукавац био огорчен на Симовића јер му је овај у самим операцијама одузео команду над армијом и послао другог команданта армије, да га смени.

## Заробљеништво и повратак у земљу
Цукавац је заједно с осталим генералима и официрима 24. априла 1941. године пребачен у војни логор у Немачкој. Већи број генерала био је смештен у логор Офлаг VI Б у Вартбургу, а мањи у логор Офлаг XIII Б у Нирнбергу. Крајем септембра 1941. године Немци ће највећи број генерала и официра, сходно плану о националној концентрацији, преместити у логор Офлаг XIII Б у Нирнбергу где ће се налазити скоро читав генералитет, око 200 генерала (од 206 који су одведени у немачко заробљеништво). Касније ће средином маја 1942. године Немци пребацити скоро 140 генерала из Нирнберга у најпознатији логор за Југословене - Офлаг VI Ц у Оснабрику. Генерали и официри, иако школовани, нису познавали права која им као ратним заробљенима пружају одредбе Женевске конвенције. Немци су то злоупотребљавали те су често сами бирали старешине логора или директно утицали на њихов избор те се лоше опходили према југословенским официрима српске националности.
Брз пораз био је шок те су се генерали и официри преиспитивали и давали своје судове о 27. марту, једи су жестоко нападали пучисте, а други их најжешће бранили. Битнијих политичких размирица међу генералима није било све до формирања Недићеве владе. Почетком новембра 1941. године логор у Нирнбергу посетио је Милан Аћимовић, министар у Недићевој влади. Разговарао је само са пар виших генерала, а запажено је да је тог дана брат Милана Недића, армијски генерал Милутин Недић, био пуштен из логора, да би се у њега вратио тек сутрадан, невољан за разговор. 9. новембра, два дана након Аћимовићевог одласка, старешина логора, армијски генерал Живко Станисављевић, објављује службено саопштење у коме стоји да Влада брине о заробљеницима, те да решење зависи од њих и да се министар Аћимовић нада повољном решењу заробљеничког питања. Непуна два дана након овога, армијски генерал Данило Калафатовић добија представку коју је потписало 50 генерала и у којој се од њега, као најстаријег официра, тражи да предузме мере за спречавање анархије међу заробљеницима и у Србији те да у том смислу треба упутити јавну изјаву подршке влади Милана Недића. Текст ове представке саставила су тројица генерала и сви чланови Врховне команде. После четири дана, армијски генерал Данило Калафатовић, као начелник таба Врховне команде и тиме најстарији официр, позвао је генерале и официре да потпишу Нирнбершку изјаву подршке влади Милана Недића.
Нирнбершка изјава састојала се из три члана: Члан 1. жестоко је осуђивао комунистичке акције на на уништењу српског народа и његове будућности, Члан 2. индиректно је осуђивао пучисте и 27. март називајући их заблуделим синовима који су подлегли страној пропаганди, а по Члану 3. свако својим потписом изјављује спремност да се стави на располагање влади Милана Недића. Многи генерали и официри су се колебали око потписивања ове изјаве, али на крају ју је потписало скоро 96% свих генерала и официра. Армијски генерал Владимир Цукавац и још седморица генерала потписали су изјаву уз ограду од тачке 2 услед не слагања с том тачком, док петорица генерала нису потписала изјаву.

### Последње године
Након ослобођења Оснабрика 1945. године, Цукавац је био један од првих који су се вратили у Југославију. Нове власти су га позвале како би дао изјаву о свом учешћу у Априлском рату коју је он и дао. Одбио је понуду да настави војну службу рекавши да се заклео краљу.
Извесно време је радио у једном од београдских архива, а пар година након смрти своје супруге Анђелије, оженио се Косаром Јанковић 1964. године. Преминуо је у својој непуној осамдесет првој години, 7. априла 1965. године. Сахрањен је на Новом гропљу, на парцели 17 у породичној гробници своје друге супруге.
До Априлског рата становао с породицом у генералским државним становима у Београду у улици Зрињског број 4.

## Унапређење у чинове
| Питомац Каплар | Питомац Поднаредник | Питомац Наредник | Потпоручник      | Поручник | Капетан Друге класе |
| -------------- | ------------------- | ---------------- | ---------------- | -------- | ------------------- |
|                |                     |                  |                  |          |                     |
| 1902.          | 1903.               | 1904.            | 27. август 1905. | ?        | ?                   |

| Капетан Прве класе | Мајор             | Потпуковник | Пуковник | Бригадни генерал   | Дивизијски генерал | Армијски генерал  |
| ------------------ | ----------------- | ----------- | -------- | ------------------ | ------------------ | ----------------- |
|                    |                   |             |          |                    |                    |                   |
| ?                  | 14. октобар 1915. | ?           | ?        | 17. децембар 1929. | 1. април 1934.     | 1. децембар 1940. |